# Аскеров, Акиф Иззатулла оглы
Аки́ф Иззатулла оглы Аске́ров (азерб. Akif İzzətulla oğlu Əsgərov; 1 мая 1940, Нахичевань — 18 ноября 2023, Баку) — азербайджанский скульптор, Народный художник Азербайджана (2018), Заслуженный деятель искусств Азербайджана (2002), профессор Азербайджанской государственной академии художеств.

## Биография
Акиф Аскеров родился 16 января 1940 года в городе Нахичевань. После десяти лет обучения в средней школе приехал в Баку. В 1958 году поступил в Художественное училище имени Азима Азимзаде. Преподавателем Аскерова в училище был действительный член Академии художеств СССР Пинхос Сабсай.
Окончив училище в 1963 году, Акиф Аскеров поехал в Ленинград и поступил в Институт живописи, скульптуры и архитектуры имени Репина. Преподавателем Аскерова был Действительный член АХ СССР Аникушин, Михаил Константинович. Окончив институт, Аскеров вернулся в Баку и был принят в творческую мастерскую Академии художеств СССР, руководителем которой был скульптор Омар Эльдаров. В мастерской Акиф Аскеров выполнял государственные заказы по линии Художественного фонда республики.
В 1971 году Аскерова отправили в первую зарубежную поездку — в Германию, в город Нойбранденбург, где тот выполнил две скульптурные композиции, четыре скульптурных портрета, а также рисунки с натуры.

## Работы
- Памятник Юсифу Мамедалиеву (Баку, 1998)
- Памятник Низами Гянджеви (Кишинёв, Молдавия, 2005)
- Памятник Мехти Гусейнзаде (село Шемпас[англ.], Словения, 2007)
- Памятник жертвам Ходжалинской резни (Берлин, Германия, 2011; совместно с Салхабом Мамедовым, Али Ибадуллаевым и Ибрагимом Ахрари)
- Памятник Бюльбюлю (Баку, 2012)

## Галерея работ

Памятник Юсифу Мамедалиеву в Баку, 1998
Памятник жертвам Ходжалинской резни в Берлине, 2011
Памятник Бюльбюлю в Баку, 2012

## Награды и звания
- Орден «Труд» II степени (30 апреля 2020 года) — за заслуги в развитии скульптурного искусства в Азербайджане[2].
- Народный художник Азербайджана (27 мая 2018 года) — за заслуги в развитии азербайджанской культуры[3].
- Заслуженный деятель искусств Азербайджана (30 мая 2002 года) — за заслуги в развитии изобразительного искусства Азербайджана[4].